# Мангеймская школа

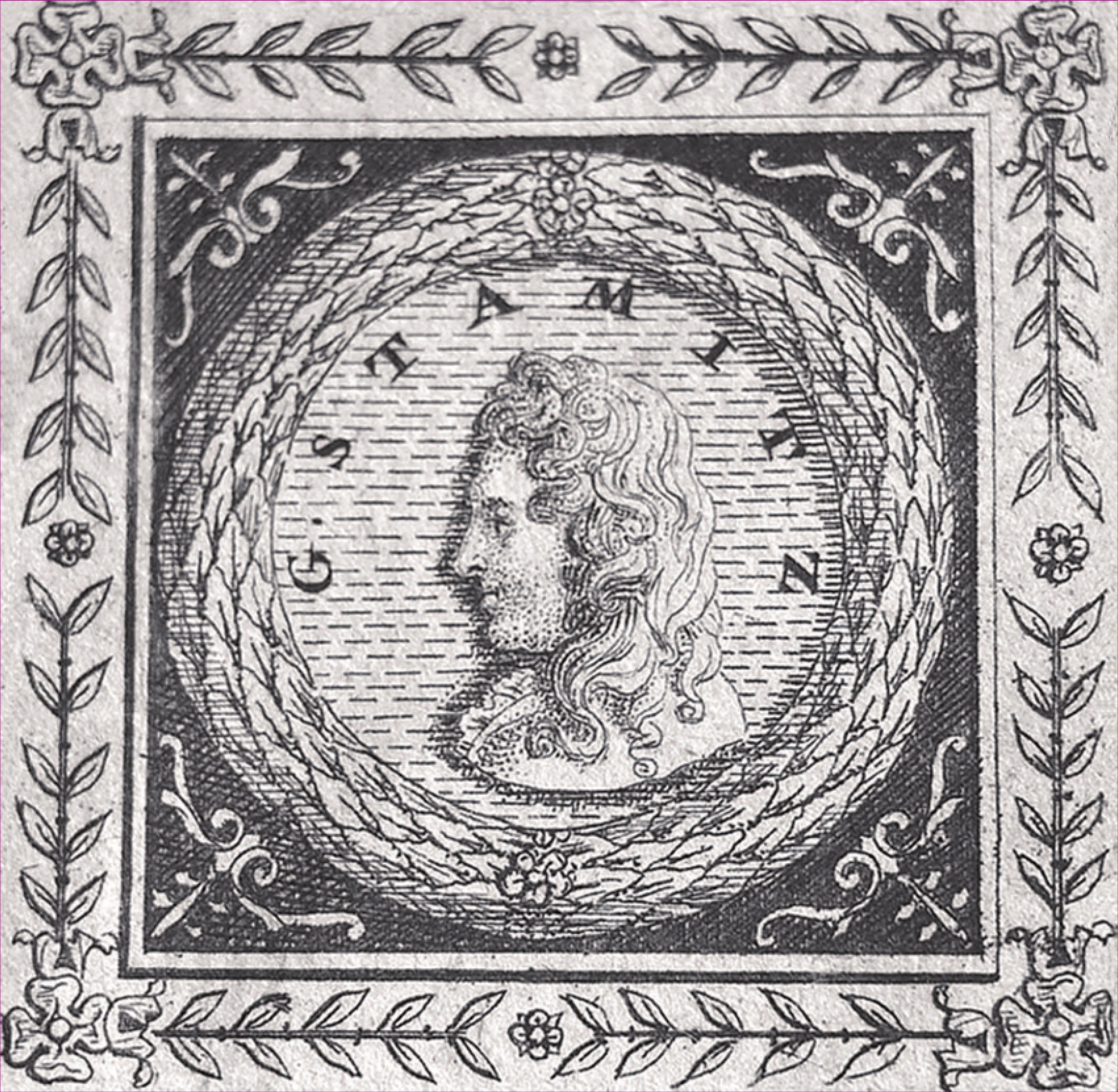
Ян Стамиц

Мангеймская школа (нем. Mannheimer Schule) — немецкое творческое и исполнительское направление, сложившееся в середине XVIII века в Мангейме. Композиторы этой школы выработали 4-частный симфонический цикл, подготовив таким образом классическую симфонию. Наиболее заметное влияние мангеймская симфония оказала на В. А. Моцарта.

## Исполнительский стиль
К середине XVIII века в придворной капелле Мангейма, бывшего в то время резиденцией пфальцских курфюрстов, объединились первоклассные музыканты — исполнители, прежде всего скрипачи и виолончелисты, и композиторы, в значительной своей части происходившие из Чехии и Моравии, где издавна культивировалась именно инструментальная музыка. В 1745 году, при курфюрсте Карле IV Теодоре, оркестр возглавил скрипач и композитор Ян Стамиц, также чех по происхождению, — чешская музыкальная культура оказала значительное влияние на формирование своеобразного исполнительского стиля коллектива.
По свидетельствам современников, для «мангеймской манеры» были характерны подчёркивания динамических контрастов, большие, длительные нарастания звука (crescendo) и затухания (diminuendo), выделение определённых мелодических оборотов, которые называли «мангеймскими вздохами», некоторые излюбленные типы украшений. В целом мангеймская исполнительская манера была близка к сентиментализму — подчёркивала чувствительно-патетические начала в инструментальной музыке; в то же время в ней проявились и стилевые тенденции рококо.
Хотя мангеймский оркестр для середины XVIII века был очень большим: в его состав входили 30 струнных инструментов, 2 флейты, 2 гобоя, кларнет, 2 фагота, 2 трубы, 4 валторны, литавры, — Стамицу удалось добиться редкой для того времени сыгранности. Оркестр отличали неизвестные прежде тончайшие градации динамических оттенков; так, один из критиков-современников писал: «Точное соблюдение пиано, форте, ринфорцандо, постепенное разрастание и усиление звука и затем вновь снижение его силы вплоть до еле слышимого звучания — всё это только в Мангейме можно было услышать».

## Творчество

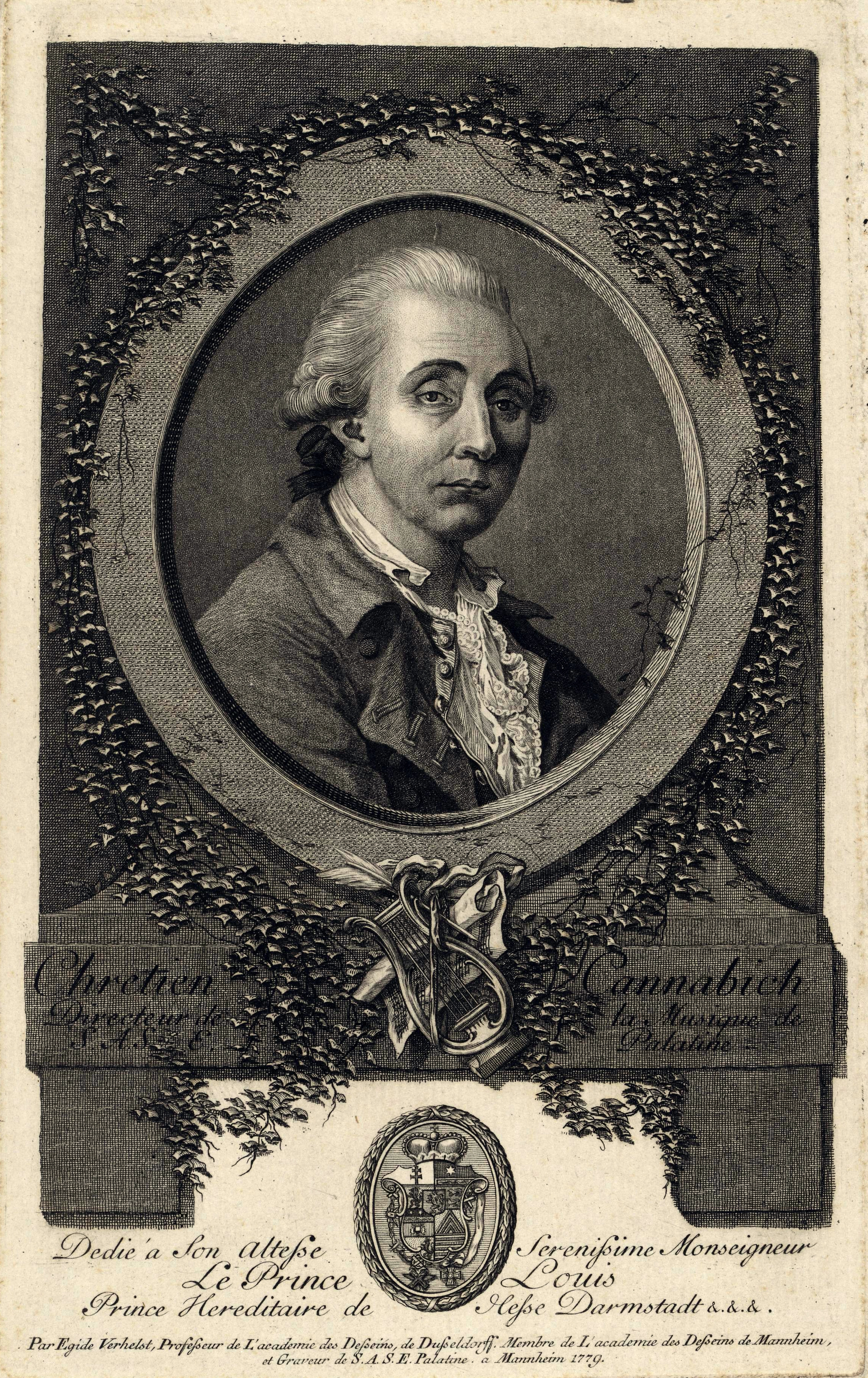
Кристиан Каннабих

Чарлз Бёрни, будущий автор «Всеобщей истории музыки», посетив в 1772 году Мангейм, сравнил придворный оркестр Карла Теодора с армией, состоящей из генералов, «одинаково способных как составить план сражения, так и храбро бороться с неприятелем». Наиболее известные музыканты мангеймского оркестра, одновременно и композиторы, помимо самого Яна Стамица, — Ф. К. Рихтер, А. Фильс, принадлежавшие уже ко второму поколению мангеймцев К. Каннабих, возглавивший оркестр после смерти Стамица в 1757 году, Дж. Тоэски, И. Френцль, И. Хольцбауэр, П. Риттер и сыновья Стамица Карл и Антон. Для придворной капеллы они создали новый репертуар, обобщив те уже наметившиеся в различных направлениях тенденции, которые так или иначе вели к созданию жанра симфонии. В середине XVIII века составы оркестров были ещё, как правило, случайными и композиторское творчество находилось в прямой зависимости от наличного состава оркестра, чаще всего струнного, иногда с небольшим количеством духовых, — капелла Карла Теодора создавала для мангеймских композиторов наилучшие условия.

### Мангеймская симфония
В то время, когда Ян Стамиц возглавил мангеймский оркестр, симфонией ещё называли оперную увертюру, уже вполне обособившуюся от оперы и исполнявшуюся отдельно в концертах.
Опираясь, с одной стороны, на итальянскую скрипичную сонату и трио-сонату, с другой — на введённый Алессандро Скарлатти ещё в конце XVII века неаполитанский, 3-частный тип увертюры (аллегро, адажио, аллегро), мангеймские композиторы выработали 4-частный симфонический цикл (аллегро, анданте, менуэт, финал), с характерным для каждой части тематическим обликом, подготовив таким образом классическую симфонию. «Именно здесь Стамиц, вдохновленный сочинениями Йомелли, — утверждал Бёрни, — впервые вышел за рамки обычных оперных увертюр… были испробованы все эффекты, которые может производить такая масса звуков. Здесь именно родились крещендо и диминуэндо, а пиано, которое раньше употреблялось главным образом в качестве эха и обычно являлось его синонимом, и форте были признаны музыкальными красками, имеющими свои оттенки…»
Сочинения мангеймцев, вобравшие в себя черты различных уже существовавших музыкальных жанров и форм, образовали новое единство и были построены по одному типу, обладали общими для всех закономерностями. Первая часть открывалась решительными и полнозвучными аккордами, напоминавшими героические фанфары оперной увертюры; в дальнейшем две разнохарактерные темы, близкие к интонациям традиционных оперных арий — героической и лирической, сменяя одна другую, видоизменялись, и в конце концов вторая по характеру и настроению сближалась с первой. Вторая часть, медленная, лирическая представляла собой своеобразную арию для оркестра. С третьей частью — изящным менуэтом — контрастировал зажигательный финал, в котором можно было расслышать интонации буффонных и народно-жанровых образов музыкального театра.
Мангеймская симфония опиралась одновременно и на давно сложившиеся в австро-немецкой культуре богатые традиции инструментальной музыки: от камерных ансамблевых сонат и органной литературы позднего барокко она унаследовала свой углублённо-интеллектуальный характер и в этом отношении противопоставляла себя традиционной итальянской опере, с её декоративностью и почти осязаемой конкретностью образов.

## Значение
Влияние мангеймской школы было велико не только в Германии, но и в Париже, где издавались и исполнялись симфонии мангеймцев; сочинения Ф. К. Рихтера были опубликованы во Франции уже в 1744 году, а в 1745-м Париж посетил сам Я. Стамиц. Опыт мангеймцев был использован многими французскими композиторами, в том числе Ф. А. Госсеком. Хотя всеобщее признание пришло к Я. Стамицу и его последователям не сразу: сторонники старой полифонии, от которой мангеймцы отказались, видели в их новшествах «больше комизма, чем серьёзности». Но полтора столетия спустя О. Шпенглер, продолжая гегелевскую параллель между музыкой, как самым абстрактным из искусств, и математикой, ставил создание симфонии в один ряд с формулированием функционального анализа, которым в те же годы был занят Леонард Эйлер: «Стамицем и его поколением была найдена последняя и наиболее зрелая форма музыкальной орнаментики — четырёхчастная композиция как чистая бесконечная подвижность. …Разработка оборачивается драмой. Вместо образного ряда возникает циклическая последовательность».
Ещё Г. Риман в своё время доказал, что именно мангеймская симфония послужила фундаментом для симфонической музыки Й. Гайдна, В. А. Моцарта (который осенью 1777 года имел возможность оценить и оркестр, и его репертуар) и Л. Бетховена; однако на рубеже XVIII—XIX веков школу Яна Стамица заслонили достижения венских классиков.
В 1778 году, после смерти баварского курфюрста Макса Иосифа III, Карл Теодор, как его наследник, со всем двором и свитой переселился в Мюнхен. «После отъезда двора, — пишет Альфред Эйнштейн, — Мангейм навсегда превратился в провинциальный город. Во всяком случае, в том, что касалось оперы и концертов».